# Рахара

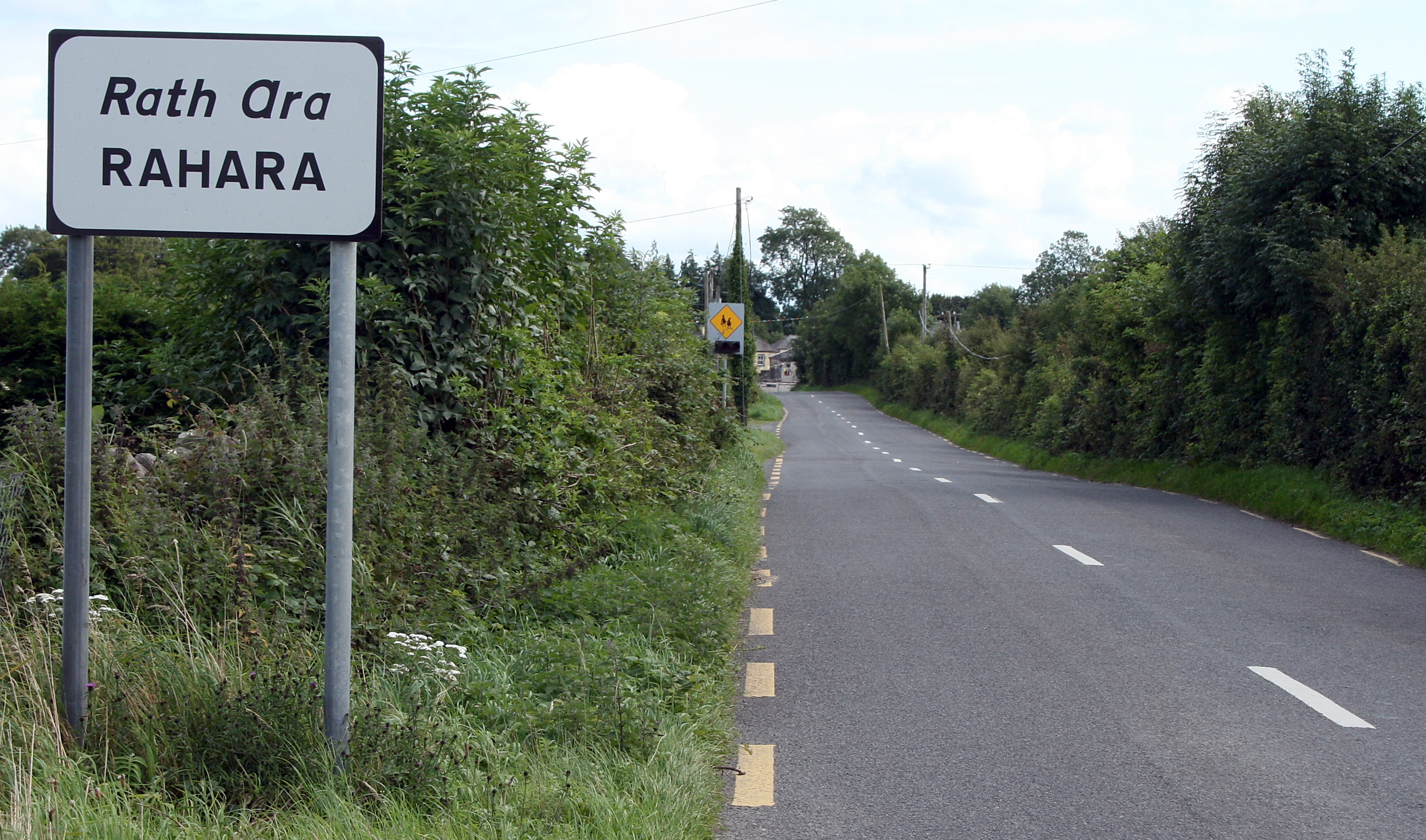

Рахара (англ. Rahara; ирл. Rath Ara) — деревня в Ирландии, находится в графстве Роскоммон (провинция Коннахт) у трассы R362 между Атлоном и Атлигом, примерно в трёх километрах от Каррабоя.